# Karim Benmiloud
Karim Benmiloud, né le 3 juillet 1971 à Vannes, est un hispaniste et latino-américaniste français, spécialiste de la littérature et de la civilisation latino-américaine des XXe et XXIe siècles. Il est Professeur des universités à l'Université Paul-Valéry-Montpellier depuis 2008 et membre honoraire de l'Institut universitaire de France (2011-2016). Il a été président de l'agrégation interne d'espagnol de 2010 à 2014 et vice-président de la Société des Hispanistes Français (S.H.F.) de 2014 à 2018. Il est recteur de l'académie de Clermont-Ferrand entre 2019 et mars 2025. Il est nommé recteur de l'Académie de Toulouse en mars 2025, et succède donc à Mostafa Fourar.

## Biographie

### Jeunesse et formation
Karim Benmiloud commence sa scolarité au Lycée Émile-Zola de Rennes, puis est admis en classes préparatoires littéraires (hypokhâgne et khâgne) au Lycée Chateaubriand (Rennes). Il est ensuite reçu au concours de l'École normale supérieure de Fontenay-Saint-Cloud en 1992, dans la section "Langues vivantes".
En 1995, il est reçu à l'agrégation externe d'espagnol,. De 1997 à 2000, il est doctorant à l'Université Sorbonne-Nouvelle et réalise une thèse sur la littérature mexicaine, intitulée "Vertiges du roman mexicain contemporain : Salvador Elizondo, Juan Garcia Ponce, Sergio Pitol", sous la direction du professeur Claude Fell.

### Parcours professionnel
Après avoir été maître de conférences à l'Université Bordeaux-Montaigne (2001-2008), il soutient à l'université Paris-Sorbonne son habilitation à diriger des recherches (HDR) en décembre 2007, et est élu Professeur des universités à l'Université Paul-Valéry-Montpellier à la rentrée 2008.
Il est membre du jury de l'agrégation externe d'espagnol de 2005 à 2009 inclus. En 2009, il est ensuite nommé vice-président du capes interne d'espagnol pour la session 2010 du concours, sous la présidence de l'Inspecteur général Reynald Montaigu. En juin 2010, il est nommé président de l'agrégation interne d'espagnol pour la session 2011 et préside ce concours national pendant quatre ans (sessions 2011, 2012, 2013 et 2014).
En 2011, il est nommé membre junior de l'Institut universitaire de France pour une durée de cinq ans (2011-2016),. Il entre la même année dans le Who's Who in France. De 2014 à 2018, il est vice-président de la Société des Hispanistes Français.
En 2010, il a fait partie d'un panel de lecteurs professionnels pour l'Ambassade d'Espagne à Paris (New Spanish Books). Il est membre du conseil littéraire de la revue Espaces Latinos, ainsi que de divers comités scientifiques de revues universitaires (Amerika, C.E.C.I.L.) et, depuis janvier 2018, membre du Conseil Scientifique de l'Institut des Amériques. Le 24 juillet 2019, il est nommé recteur de l'académie de Clermont-Ferrand.

### Apport scientifique
Ses recherches portent sur la littérature latino-américaine, et tout particulièrement mexicaine, des XXe et XXIe siècles. Ses travaux ont contribué à faire connaître en France des auteurs latino-américains et mexicains peu étudiés, tels que Salvador Elizondo, Sergio Pitol (depuis sa thèse soutenue en 2000), Jorge Ibargüengoitia, ou encore la romancière et poète Rosario Castellanos (sur laquelle il a réalisé son habilitation à diriger des recherches) et la journaliste et romancière Elena Poniatowska.
En 2007, à la suite du colloque qu'il a co-organisé en 2006 à l'Université Bordeaux-Montaigne, il a publié avec Raphaël Estève le premier ouvrage monographique en français sur le romancier chilien Roberto Bolaño (1953-2003) intitulé Les astres noirs de Roberto Bolano (Presses Universitaires de Bordeaux).
En 2008, il co-organise à l'Université Bordeaux-Montaigne, avec Raphaël Estève, un colloque international en hommage à Sergio Pitol (lauréat du Prix Cervantes en 2005), en présence de l'auteur, qui sera la dernière apparition publique de l'auteur mexicain en France (dans une chronique publiée quand le quotidien espagnol El Pais, l'écrivain Enrique Vila-Matas, présent lors du colloque, évoque les conditions rocambolesques de l'arrivée de Sergio Pitol à Bordeaux pour l'hommage qui lui était rendu). Le colloque donne lieu quatre ans plus tard à un livre en collaboration intitulé El planeta Pitol (2012).
On lui doit aussi de nombreux articles sur Jorge Luis Borges, sur l'écrivain mexicain Juan Rulfo, ou sur les grands auteurs du Boom latino-américain, tels que Carlos Fuentes ou Gabriel Garcia Marquez.
En 2017, il a dirigé le premier ouvrage collectif consacré à l'écrivain colombien Juan Gabriel Vásquez, sous le titre Juan Gabriel Vasquez: une archéologie du passé colombien récent (Presses Universitaires de Rennes).

## Interventions dans les médias
Il a participé à de nombreuses émissions sur France Culture, notamment les Mardis littéraires de Pascale Casanova (mai 2008), "Roberto Bolano: une vie, une œuvre" (décembre 2010) de Céline Du Chéné ou encore dans "Le RenDez-Vous" de Laurent Goumarre, où il a été consultant pour la littérature latino-américaine au cours de l'année 2009,,.
Au Mexique, il a publié dans "Confabulario", supplément littéraire du quotidien El Universal (Mexique).

## Distinctions
- Membre junior de l'Institut universitaire de France (2011-2016)
- Chevalier de la Légion d'honneur (Décret du 31 décembre 2021)
- Chevalier de l'ordre national du Mérite (Décret du 15 mai 2015)[39]
- Commandeur de l'ordre des Palmes académiques (Décret du 24 juillet 2019 portant nomination d'un recteur d'académie)[40],[41]

## Ouvrages
- Karim Benmiloud et Raphaël Estève (coord.). Les Astres noirs de Roberto Bolaño. Bordeaux, Presses universitaires de Bordeaux, 2007, 235 p.
- Karim Benmiloud, Alba Lara-Alengrin, Laurent Aubague, Jean Franco, Paola Domingo (dir.). Le Mexique de l'Indépendance à la Révolution : 1810-1910. Paris, L'Harmattan, 2011, 332 p.
- (es) Karim Benmiloud et Raphaël Estève (dir.). El planeta Pitol. Bordeaux, Presses Universitaires de Bordeaux, 2012, 368 p.
- Karim Benmiloud, Sergio Pitol ou le carnaval des vanités, Paris, Presses universitaires de France, 2012, 228 p.
- (es) Karim Benmiloud et Alba Lara-Alengrin. Tres escritoras mexicanas. Rennes, Presses Universitaires de Rennes, 2014, 295 p.
- Paola Domingo, Alba Lara-Alengrin et Karim Benmiloud (dir.), Amériques anarchistes, Paris, Nada Editions (coll. America Libertaria), 2014, 492 p.
- Florence Belmonte, Karim Benmiloud et Sylvie Imparato-Prieur. Guerres dans le monde ibérique et ibéro-américain. Berne, Peter Lang, 2014, 552 p.
- Karim Benmiloud (dir.), Juan Gabriel Vásquez : une archéologie du passé colombien récent, Rennes, Presses Universitaires de Rennes, 2017, 354 p.  (ISBN 978-2-7535-5519-8)
- Julio Zarate, Karim Benmiloud, Raul Caplan, Erich Fisbach (dir.), Andrés Neuman extraterritorial, Montpellier, Presses Universitaires de la Méditerranée, 2020, 160 p.  (ISBN 978-2-36781-359-2)
- Karim Benmiloud, Marie-Agnès Palaisi (dir.), Centenaire de Juan Rulfo, Rennes, Presses Universitaires de Rennes, 2022, 255 p.  (ISBN 978-2-7535-8378-8).